# Eurázsia
Eurázsia alatt az Európa és Ázsia által alkotott szuperkontinenst értjük, amelynek túlnyomó többsége az eurázsiai kéreglemezen fekszik és így geológiai értelemben a lemeztektonikában egyetlen kontinens. Az eurázsiai lemez mellett alkotórésze még a török-hellén kéreglemez, az arábiai kéreglemez, az iráni kéreglemez, az ausztrál-indiai kéreglemez indiai része és az észak-amerikai kéreglemez kamcsatka–csukcsföldi része.
Az Európa és Ázsia közötti nagy kulturális különbségek miatt társadalmi-politikai-kulturális szempontból hagyományosan két külön kontinensként szokták kezelni.
Egyes történészek véleménye szerint Dél-Európa, Dél-Ázsia és Délnyugat-Ázsia történelmileg összetartoznak, és együtt alkotja Dél-Eurázsiát. Hasonlóképpen, Észak-Európát és Észak-Ázsiát néha Észak-Eurázsiának nevezik.[forrás?]